# Thiện Đạo
Thiện Đạo (zh. shàndăo 善導, ja. zendō), 613-681, là vị thứ 2 trong 13 vị tổ Tịnh độ tông và là vị thứ 5 trong 7 vị tổ của Tịnh độ chân tông.
Sư xuất gia khi còn nhỏ tuổi và tu tập thiền quán tưởng A-di-đà và Tịnh độ. Khi nghe tiếng Đạo Xước (道 綽), Thiện Đạo đến gặp và nhận giáo lý Tịnh độ từ vị này. Suốt đời Thiện Đạo hiến mình tu tập và hoằng truyền giáo lý nầy. Tương truyền Sư đã chép kinh A-di-đà hơn 100.000 lần và vẽ hơn 300 bức tranh về Tịnh độ. Ngoài việc tụng kinh và niệm Phật thường xuyên, Sư còn tiến hành các thời khoá thiền quán tưởng Phật A-di-đà và Cực lạc quốc của ngài. Thiện Đạo còn viết 5 tác phẩm trong 9 cuốn, gồm những luận giải khác nhau về kinh Quán vô lượng thọ. Sư thường được gọi là Quang Minh tự Hoà thượng (zh. 光明寺和尚), Chung Nam Đại sư (zh. 終南大師).